# Sanchorreja
Sanchorreja ist ein Ort und eine zentralspanische Gemeinde (municipio) mit 79 Einwohnern (Stand: 2024) in der Provinz Ávila in der Autonomen Region Kastilien-León. 

## Lage
Sanchorreja befindet sich in den nördlichen Ausläufern der Sierra de Gredos gut 17 Kilometer westlich von Ávila in einer Höhe von 1310 m. Das Klima im Winter ist kühl, im Sommer dagegen trotz der Höhenlage durchaus warm; der Regen (ca. 570 mm/Jahr) fällt – mit Ausnahme der nahezu regenlosen Sommermonate – verteilt übers ganze Jahr.

## Bevölkerungsentwicklung
| Jahr      | 1970 | 1981 | 1991 | 2001 | 2011 | 2021 |
| Einwohner | 322  | 196  | 120  | 136  | 93   | 85   |

## Sehenswürdigkeiten
- Burgreste von Los Castillejos (archäologische Ausgrabungsstätte)

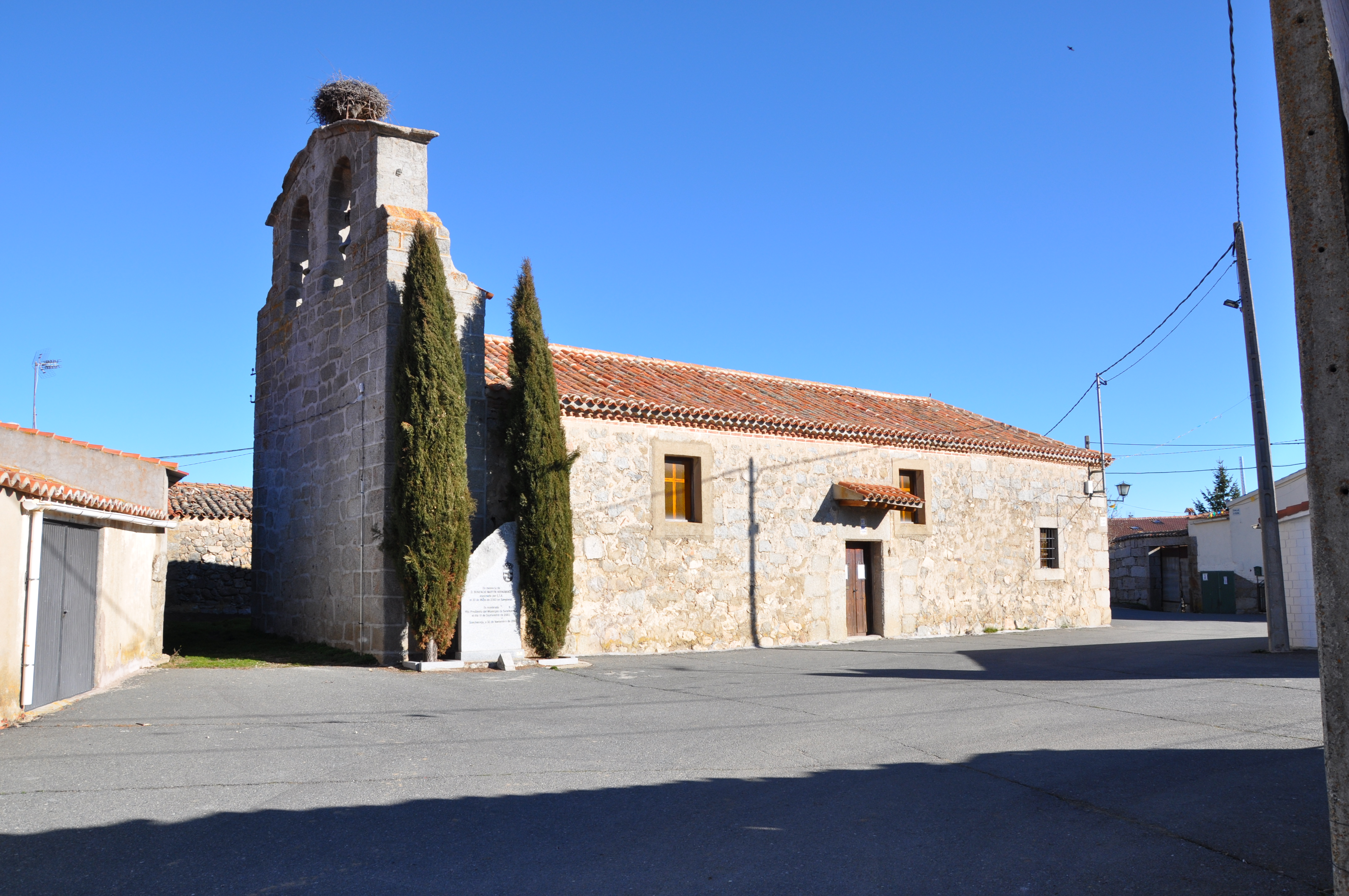
Martinskirche
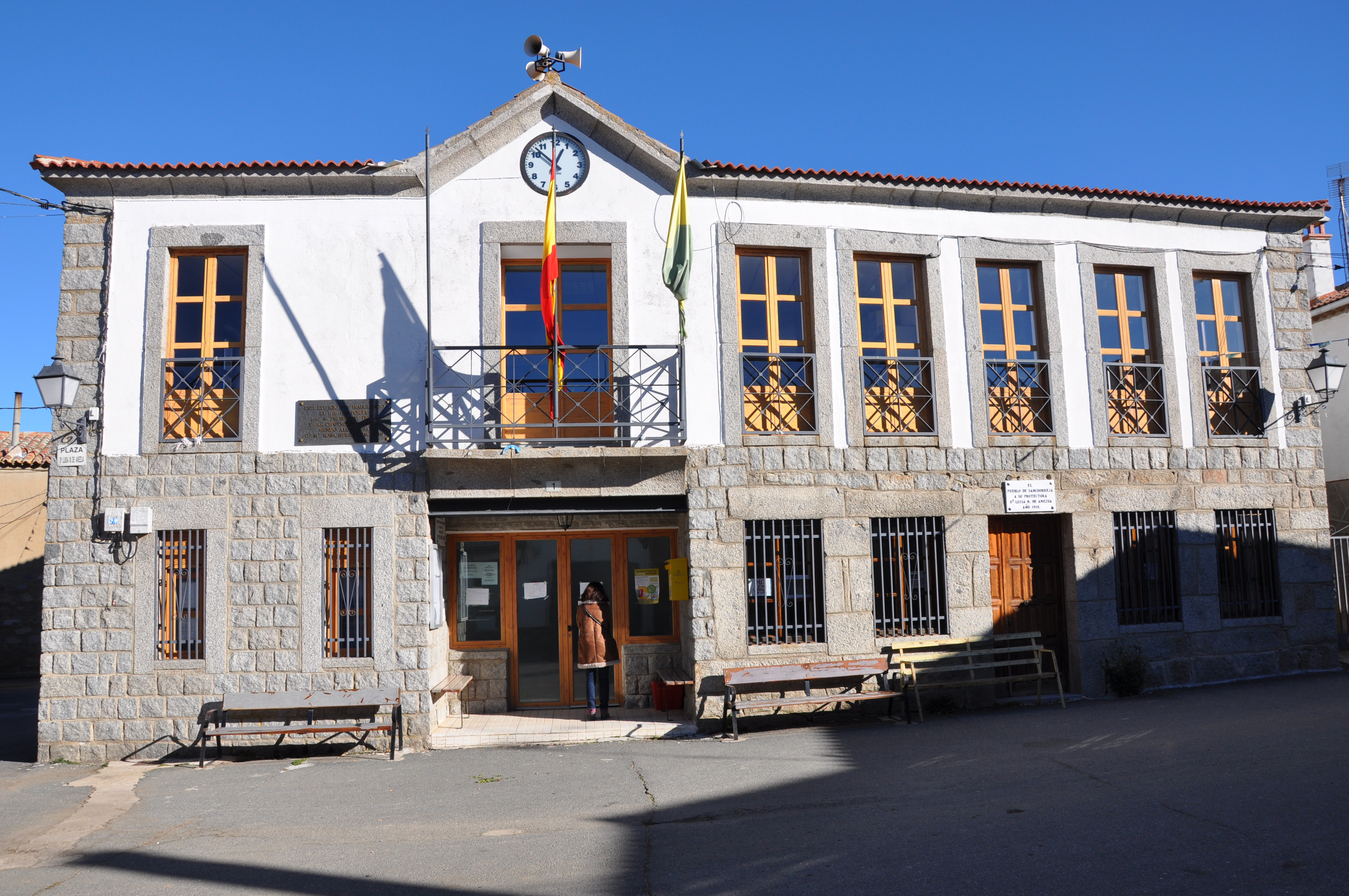
Konvent von Duruelo

- Martinskirche
- Rathaus